# ヴィータウタス・ランズベルギス＝ジェムカルニス

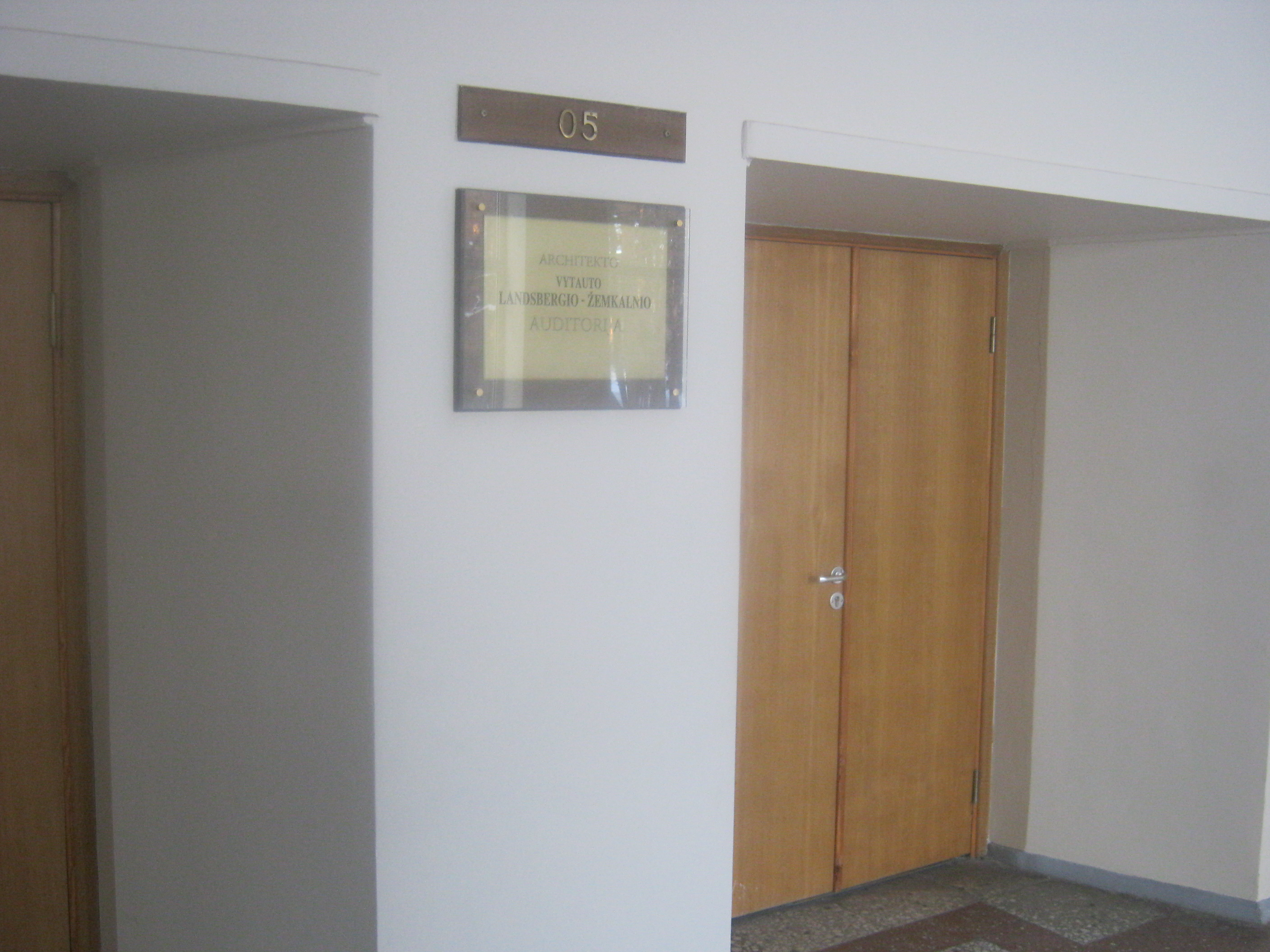
ヴィリニュス・ゲディミナス工科大学にある「ヴィータウタス・ランズベルギス＝ジェムカルニス教室」

ヴィータウタス・ランズベルギス＝ジェムカルニス（Vytautas Landsbergis-Žemkalnis、1893年3月10日 - 1993年5月21日）は、リトアニアの建築家、政治家。

## 経歴
1893年3月10日、リンカヴィチェイに生まれる。1904年、ロシアからリトアニアに戻る。
1919年から1922年までリトアニア独立戦争に義勇兵として従軍。
1941年、リトアニア臨時政府で共同経済相を務める。
1944年、ドイツに亡命。1949年、オーストラリアに移る。
1959年、リトアニアに帰国。
1993年5月21日、ヴィリニュスにて死す。

## 家族
父はガブリエリュス・ランズベルギス＝ジェムカルニス（1852年 - 1916年）、母はチェスラヴァ・ルカシェヴィチューテ（1860年 - 1907年）。
妻は、言語学者ヨナス・ヤブロンスキスの娘であるオナ・ヤブロンスキーテ＝ランズベルギエネ。オナとのあいだにアレナ・ランズベルギーテ＝カラジイエネ、ガブリエリュス・ジェムカルニス＝ランズベルギス、ヴィータウタス・ランズベルギスの3児をもうける。ガブリエリュスは、オーストラリアでリトアニア語ラジオ局などで務める。ヴィータウタスは音楽学者であり、またサーユーディスの指導者として独立運動を率い、最高会議議長などを務めた。
その後、エレナ・クルクリエティエネと再婚した。エレナ・クルクリエティエネは前夫とのあいだに娘をもうけている（作家のエレナ・クルクリエティーテ）。

## 作品
- 体育会館（カウナス市、1934年）
- 商工会館（カウナス市ドネライティス通り8番地、1938年）[4]
- ピエノツェントラスの建物（カウナス市、1938年頃）[5]